# Kecamatan Lauser
Kecamatan Lauser (indonesiska: Lauser) är ett distrikt i Indonesien.   Det ligger i provinsen Aceh, i den västra delen av landet, 1 400 km nordväst om huvudstaden Jakarta.